# Partido minoritario
Suele llamarse partido minoritario a aquellos partidos dentro de un sistema político que tienen muy poca influencia respecto a otras fuerzas políticas mayores. Por lo general son partidos que eligen muy pocos puestos de elección popular, si es que eligen alguno –suelen ser extraparlamentarios–, y que tienen casi nulas posibilidades de obtener el poder ejecutivo del país o ser de las primeras fuerzas de oposición. 
Es imposible saber el peso que podrían tener los partidos políticos de oposición en sistemas autoritarios o donde exista un régimen de partido único, así que en general se cuenta como partidos minoritarios a aquellos que existen en democracias formales. Algunos sistemas políticos mantienen, mediante sus leyes electorales, una estabilidad que beneficia a los partidos tradicionales y dificulta a los partidos pequeños obtener cuotas de poder. 

## Ejemplos

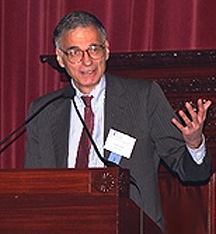
Ralph Nader, político estadounidense que fue candidato del minoritario Partido Verde.

En Alemania, la ley electoral establece que solo aquellos partidos con más del 5% de los votos pueden obtener representación en el Parlamento. Esto ha causado que los partidos tradicionales de Alemania (SPD, CDU/CSU, AfD, FDP, Los Verdes y desde la reunificación La Izquierda con sus diferentes nombres) sean normalmente los únicos partidos que logran representación en el Parlamento, a diferencia de partidos minoritarios como el Partido Pirata.
En Estados Unidos, su sistema de escrutinio mayoritario uninominal favorece a los dos partidos mayoritarios (demócratas y republicanos), ya que al obtener el cargo el partido con más votos, es muy difícil para las minorías obtener representación proporcional como sucede en la mayoría de países con sistemas parlamentaristas. Además, las sumas de dinero requeridas para financiar campañas electorales son cada vez más astronómicas, dificultando aún más el éxito para terceros partidos.
No obstante, los partidos minoritarios en EE. UU. pueden influir una elección quitándole votos a los dos partidos dominantes. El Partido Verde (izquierda) puede quitarle votos al Partido Demócrata y el Partido Reformista (derecha) al Republicano costándoles la elección. El Partido Libertario que en temas económicos coincide con los republicanos pero en temas de derechos humanos y política exterior tiende a coincidir con los demócratas pueden causar el mismo efecto a los dos partidos dependiendo de la coyuntura.
En Latinoamérica un caso muy similar a estos era el de Chile, con su sistema binominal que muchos acusaban de discriminar a las minorías. En Costa Rica los candidatos de partidos minoritarios también han denunciado que los medios los discriminan e invisibilizan excluyéndolos, por ejemplo, de los debates y las encuestas.
En ciertas naciones no sucede así. En Holanda el porcentaje para ingresar al Parlamento es muy bajo, lo que ha hecho que tenga una representación muy diversa de partidos. Esto generó el término «partido testimonial» para referirse a partidos políticos pequeños cuya participación electoral gira en torno a temáticas particulares y causas que buscan sostener antes que hacer gobierno. 
En algunos países los partidos minoritarios son en muchos casos extremistas, como sucede en Reino Unido con el Partido Nacional Británico o en Alemania con el partido La Patria de extrema derecha.